# 北京老年医院
北京老年医院是一家北京市属三级综合医院，位于北京市海淀区温泉路118号。该院改建自1949年始建的北京胸科医院。为北京市卫生局直属，北京中医药大学附属医院、中国科学院生物所合作伙伴、首都医科大学第六临床医学院教学基地。医院占地面积17万余平方米，编制床位800张。设置有32个临床科室、12个医技科室。主要收治老年病和胸部疾病患者。曾是北京市唯一收治阿尔茨海默病患者的市级医院。北京市医保和工伤定点医院，999和120急诊急救定点医院。截至2014年，中国大陆61家老年病医院中，三级医院仅有北京老年医院。
全国重点文物保护单位辛亥滦州起义纪念园位于老年医院内的显龙山南麓。